# Lichtenfels (distrito)
Lichtenfels é um distrito da Alemanha, na região administrativa da Alta Francónia, estado de Baviera.

## Cidades e Municípios
- Cidades:

1. Bad Staffelstein
2. Burgkunstadt
3. Lichtenfels
4. Weismain

- Municípios:

1. Altenkunstadt
2. Ebensfeld
3. Hochstadt
4. Marktgraitz
5. Marktzeuln
6. Michelau
7. Redwitz